# Castillo de Karatsu
El Castillo de Karatsu (唐津城 Karatsu-jō?) es un castillo japonés que se encuentra en Karatsu, prefectura de Saga, en Japón. Es un castillo tipo hirayama-jō, es decir, un castillo construido sobre un terreno plano en lugar de un cerro o una montaña. Al finalizar el período Edo, el castillo de Karatsu fue la sede del Clan Ogasawara, daimyo del Dominio Karatsu. Es también conocido en japonés como "Castillo de la grulla danzante" (舞鶴城 Maizuru Jō?).

## Localización
El castillo de Karatsu, que se encuentra junto a la bahía de Karatsu, tiene una estructura inusual, pues la mampostería se eleva directamente sobre el agua, utilizando el océano como un foso natural. Es un castillo de tamaño mediano con el Honmaru (patio interior), ubicado en la cima del monte Manto; el Ni-no-maru (segundo patio); y el San-no-maru (tercer patio) en el oeste; y las estructuras exteriores al sur.
El patio secundario, el Ni-no-maru, contenía el palacio del daimyō de Karatsu y las oficinas administrativas del dominio. El patio más interior normalmente albergaría una torre del homenaje; sin embargo, existe una considerable controversia sobre si realmente lo tuvo o no. Los registros indican que existía una base de cimientos de piedra desde al menos 1627, pero el gobierno Tokugawa nunca autorizó la construcción de una torre del homenaje. El torreón actual es una reconstrucción moderna basada en las suposiciones de los artistas sobre cómo debería ser durante el período Keichō (1596-1615).

## Historia
Terasawa Hirotaka, un sirviente de Toyotomi Hideyoshi, se convirtió en el señor de Karatsu en 1595. En la Batalla de Sekigahara en 1600, se unió a las fuerzas de Tokugawa Ieyasu y atacaron el Castillo de Gifu. Hirotaka fue recompensado con tierras alrededor de Karatsu, formando un dominio de 123,000 koku. En 1598, abandonó su castillo original, el Castillo de Nagoya, y comenzó a trabajar en el nuevo castillo de Karatsu, usando muchos materiales del antiguo, desde 1602 1608. El shogunado Tokugawa ordenó a los dominios vecinos de tozama a contribuir en su construcción, y lo hicieron excavando su red de pozos. En 1637, en un acontecimiento fállido para reprimir la rebelión de Shimabara, sus tierras fueron confiscadas por el Shogunado. El Dominio de Karatsu fue otorgado al control del clan Ōkubo (1649–1678), el clan Matsudaira (Ogyū) (1678–1691), el clan Doi (1691–1762), clan Mizuno (1762–1817), hasta que finalmente cayó en posesión del Clan Ogasawara en 1762.
En junio de 1869, el título de daimyo cayó en abolición, y en 1871, el Dominio Karatsu fue a sí mismo abolido con la abolición del sistema han (parte de las reformas del emperador Meiji),y estas tierras pasaron a formar parte de la prefectura de Saga. El castillo de Karatsu fue demolido al poco tiempo, y en su lugar el Parque de Maizuru fue inaugurado en 1877.
Sin embargo, tomando en cuenta su importancia histórica y lo que representó en su tiempo el Castillo de Keratsu fue reconstruido en 1966 para alimentar al creciente turismo en Kyūshū y hoy en día el castillo de Keratsu funciona como museo. La torre principal destaca cinco áreas temáticas y cinco historias, cuenta con un área subterránea; en cuál se encuentra un área de exhibición. Muchos de los yagura datan de la época del castillo.

## Literatura
- Mitchelhill, Jennifer (2004). Castles of the Samurai: Power and Beauty. Tokio: Kodansha. p. 112 pages. ISBN 4770029543.
- Motoo, Hinago (1986). Japanese Castles. Tokio: Kodansha. p. 200 pages. ISBN 0-87011-766-1.
- Schmorleitz, Morton S. (1974). Castles in Japan. Tokio: Charles E. Tuttle Co. pp. 144-145. ISBN 978-0-8084-1102-4.
- Turnbull, Stephen (2003). Japanese Castles 1540-1640. Osprey Publishing. p. 64 pages. ISBN 1841764299.